# Condado de Wharton
O Condado de Wharton é um dos 254 condados do estado norte-americano do Texas. A sede do condado é Wharton, e sua maior cidade é Wharton.
O condado possui uma área de 2 835 km² (dos quais 11 km² estão cobertos por água), uma população de 41 188 habitantes, e uma densidade populacional de 15 hab/km² (segundo o censo nacional de 2000).
O condado foi criado em 1846.